# Коэ, Дан
Дан Коэ (рум. Dan Coe; 8 сентября 1941, Бухарест, Румыния — 19 октября 1981, Кёльн, ФРГ) — румынский футболист, защитник. Выступал за сборную Румынии, участвовал в  Олимпийских играх 1964 и Чемпионате мира по футболу 1970. Заслуженный мастер спорта Румынии.

## Карьера
Начал карьеру в молодежном клубе ФК «Рапид» в 1959 году.

В 1961 году перешел в основной состав. В этом клубе он выступал в течение 10 лет, за это время провел 202 матча, в которых забил 9 голов.

В 1971 перешел в бельгийский «Антверпен», в котором провел еще 2 года. За это время отыграл 37 матчей.

Завершил профессиональную карьеру в ФК «Дунай Галац» в 1975 году. За этот клуб он отыграл 35 матчей, в которых забил 3 мяча.

Играл за национальную сборную Румынии. Участвовал в Олимпийских играх 1964 и Чемпионате мира по футболу 1970. Всего провел за сборную страны 41 матч, в которых забил 2 мяча.

## Награды
Рапид Бухарест
- Чемпионат Румынии
- Победитель (1): 1966–67
- Балканский кубок
- Победитель (2): 1963–64, 1965–66
- Кубок МССЖ
- Победитель (1): 1968